# Жёлтое (Пятихатский район)
Жёлтое (укр. Жовте) — село,
Желтянский сельский совет,
Пятихатский район,
Днепропетровская область,
Украина.
Код КОАТУУ — 1224581501. Население по переписи 2001 года составляло 2315 человек . Население по данным 2025 года составляло 1797 человек.
Является административным центром Желтянского сельского совета, в который, кроме того, входят
посёлок Зелёное и
ликвидированное село Новоалександровка.

## Географическое положение
Село Жёлтое находится на берегу реки Жёлтая и нескольких её притоков,
ниже по течению на расстоянии в 1 км расположено село Миролюбовка.
На расстоянии в 1 км расположен посёлок Зелёное.
Река в этом месте частично пересыхает, на неё сделано несколько запруд.
Через село проходят автомобильная дорога М-04 (E 50) и
железная дорога, станция Жёлтая.

## История
- XVII век — дата основания.

## Экономика
- ООО «Надия Плюс».

## Объекты социальной сферы
- Школа I—III ст.
- Школа I—II ст.
- Детский сад.
- Больница.
- Клуб.
- Дом культуры.

## Достопримечательности
- Братская могила советских воинов.
- Памятник Богдану Хмельницкому на месте победной битвы 1648 года войска запорожского казачества и крымских татар с польско-шляхетским войском (Битва под Желтыми Водами)

## Галерея

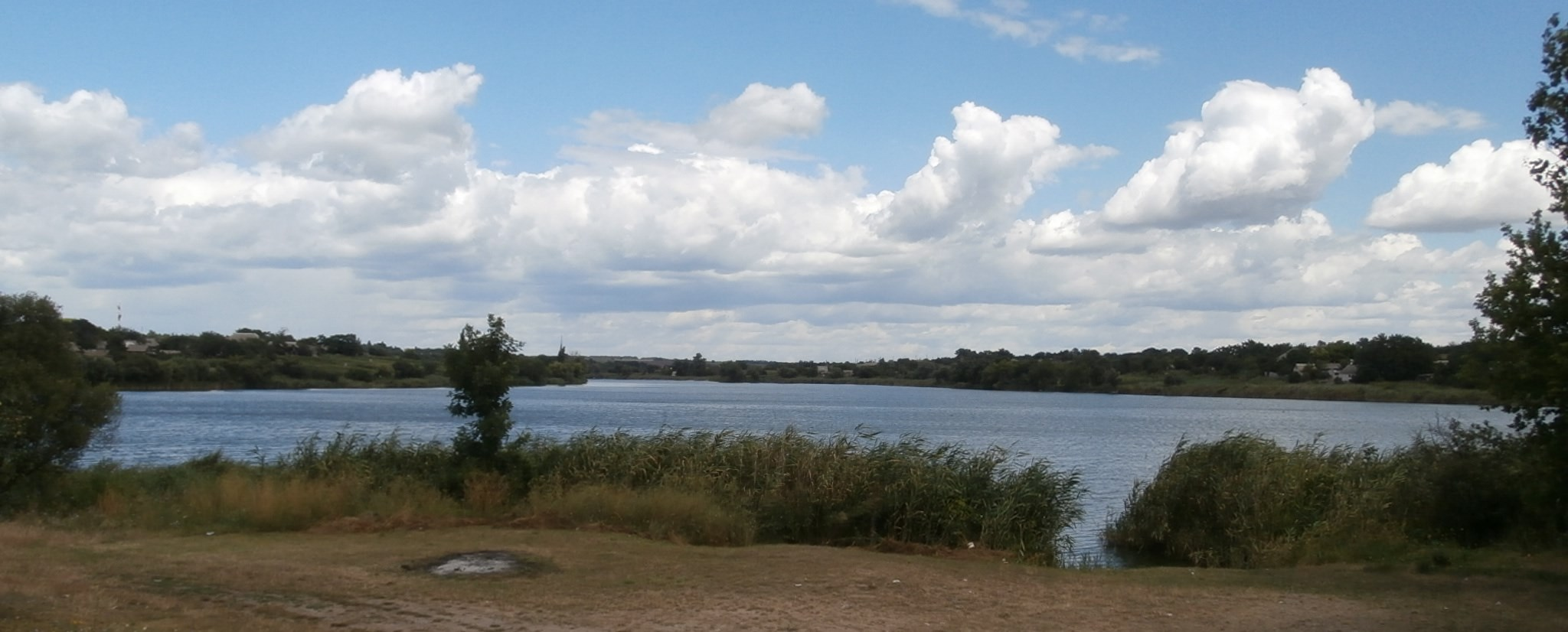
Река Жёлтая
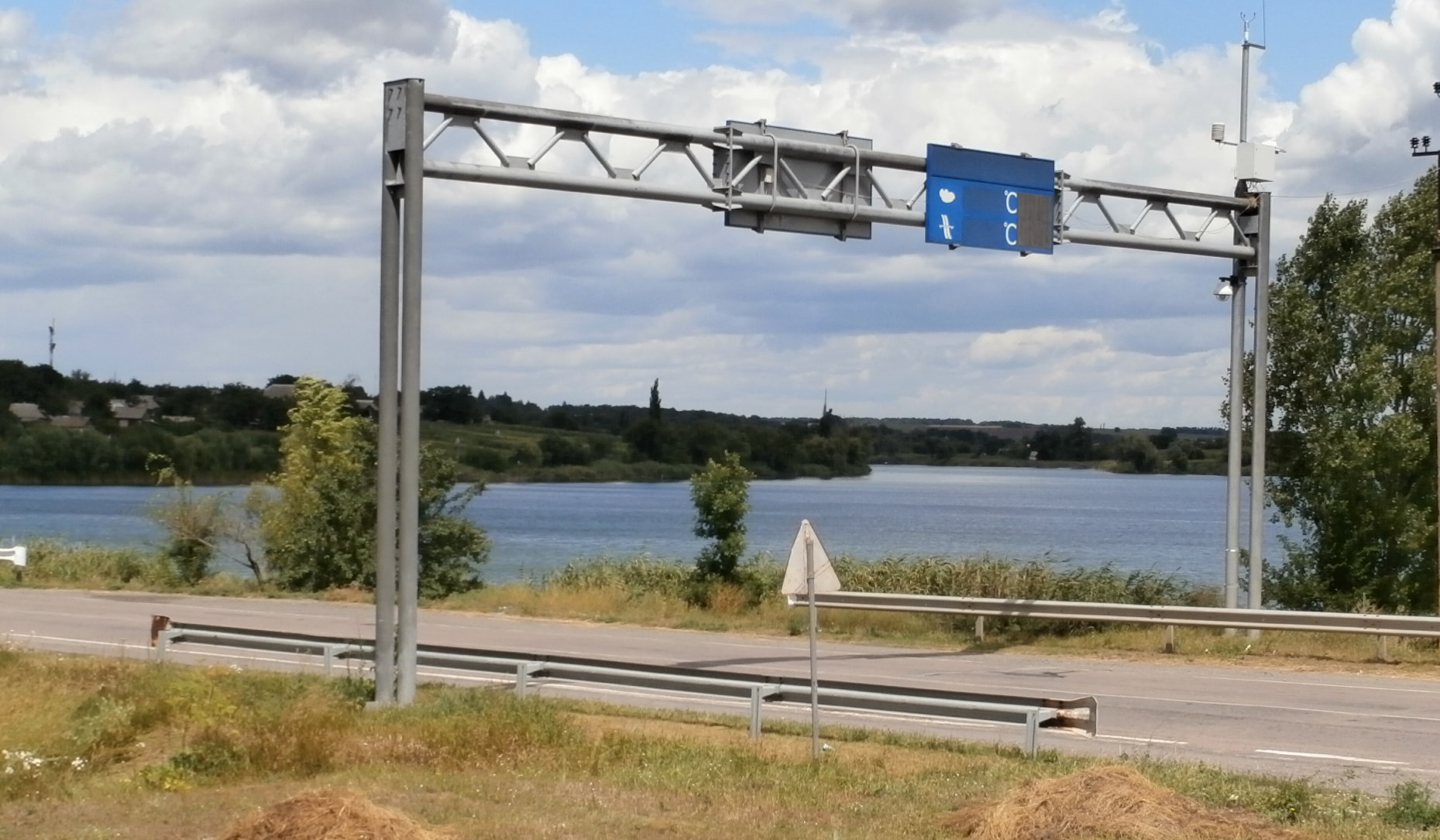
Трасса M04 у села
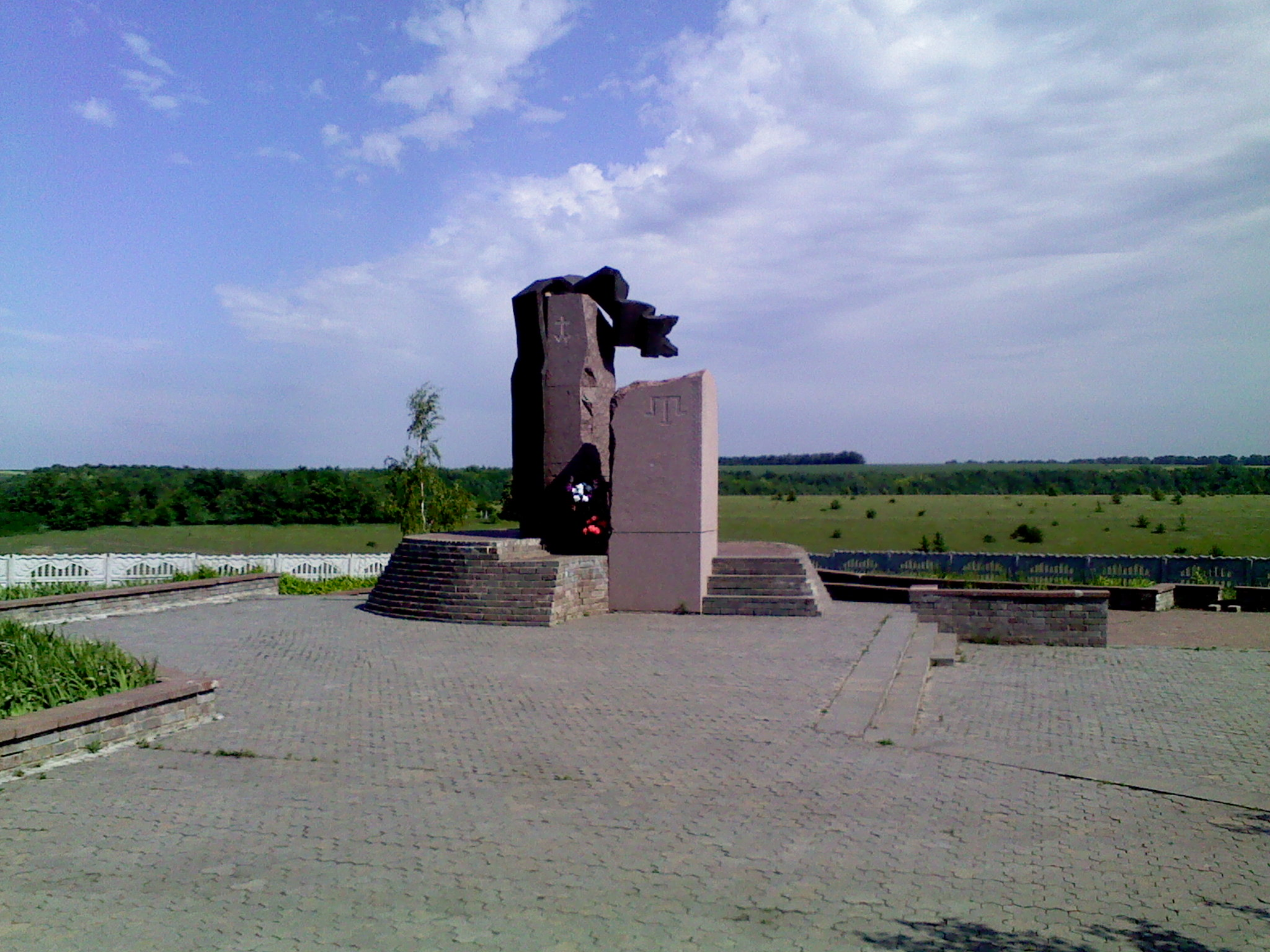
Памятник Битве на Желтых Водах 1648 г.